# Minutes to Midnight
Minutes To Midnight és el tercer disc d'estudi de Linkin Park. Va ser llançat en tres dates diferents, l'11 de maig a Europa, el 14 de maig a la resta del món, i finalment, al 15 de maig als Estats Units i al Canadà. Abans de ser llançat ja s'havia realitzat un videoclip, el de What I've Done, llançat el 2 d'abril.
Durant la primera setmana, va vendre entorn d'unes 650.000 còpies, i això que quan havia passat aquest temps, als Estats Units, només portava tres dies en venda. Actualment ja ha venut més de 5.000.000 de còpies, i ha estat el número 1 als següents països: Estats Units, el Canadà, el Regne Unit, Nova Zelanda, França, Alemanya, Itàlia, Suïssa, Àustria, Sud-àfrica, Irlanda, Noruega, el Japó i Mèxic.
Tot i tenir tant d'èxit, el nou so desenvolupat en el nou àlbum, ha decebut una part dels seus antics fans. Aquests són els principals estils que es desenvolupen en el disc: rock alternatiu, metal alternatiu i rapcore. També s'hi pot trobar, minoritàriament, synth rock, rock i petites influències al nu metal. Tot i així, es pot reconèixer que Minutes To Midnight, continua sonant com un disc de Linkin park.
El productor d'aquest disc, és el reconegut, Rick Rubin, que ha treballat amb grups com: Metallica, U2, Slipknot, System of a Down, Limp Bizkit, Red Hot Chili Peppers… entre d'altres. També està coproduït pel vocalista, Mike Shinoda.
Per primera vegada, el grup ha tret un B-Side, No Roads Left, que només està disponible en la botiga virtual iTunes. Per el moment s'han tret dos vídeos, el de What I've Done, al 2 d'abril, i el de Bleed It Out, llançat el 20 d'agost. El 8 d'octubre va veure llum el videoclip de Shadow of The Day i el 3 de març, el de la cançó Given Up. Està previst que, al mes de Juny, Linkin Park tregui el senzill de Leave Out All the Rest.

## Cançons
S'han tret 12 cançons i un B-Side
1. Wake - 1.41
2. Given Up - 3.08
3. Leave Out All the Rest - 3.29
4. Bleed it Out - 2.44
5. Shadow of The Day - 4.49
6. What I've Done - 3.27
7. Hands Held High - 3.53
8. No More Sorrow - 3.41
9. Valentine's day - 3.16
10. In Beetwen - 3.15
11. In Pieces - 3.38
12. The Little Things Give You Away - 6.23

### B-Side
1. No Roads Left - 3.48